# 亚什德
亚什德，是匈牙利维斯普雷姆州所辖的一个村，总面积10.28平方公里，总人口780，人口密度75.9人/平方公里（2010年1月1日）。